# Plymouth (azienda)
Plymouth è stato un marchio automobilistico statunitense appartenente alla Chrysler dal 1928 e attivo fino al 2001.

## Origini
Fu introdotta dalla Chrysler per competere nel segmento delle vetture a basso costo allora dominato da Chevrolet e Ford. Plymouth fu posizionata inizialmente ad un prezzo superiore a quello dei diretti concorrenti, ma offriva di serie alcune raffinatezze come i freni idraulici che non erano invece disponibili nei modelli Ford e Chevrolet.
Divenne ben presto uno dei tre marchi americani più venduti sul mercato; assieme a Chevrolet e Ford costituiva il trio delle cosiddette "low-priced three", cioè i tre marchi a basso prezzo del mercato americano. Nel 1940 e 1941 Plymouth superò la Ford come volume di auto vendute e divenne il secondo marchio più popolare del mercato automobilistico statunitense.
Dal 1960 in poi la casa cominciò però a perdere rapidamente terreno nei confronti delle avversarie, rimanendo tuttavia in gioco grazie ad una stretta collaborazione con la Dodge, con la quale lanciò il modello Dodge Dart dai prezzi contenuti. Fra il '71 ed il '75 la casa riconquistò il terzo posto nel mercato americano soprattutto con i modelli Plymouth Valiant e Duster.
Alla fine del 1999 dal management della appena nata DaimlerChrysler venne annunciata la dismissione del marchio a partire dal 2001 ed infatti, alla fine di giugno di quell'anno, uscì dalle catene di montaggio l'ultima autovettura con il marchio Plymouth, una Neon.

## Modelli
- Plymouth Acclaim (1988-1995)

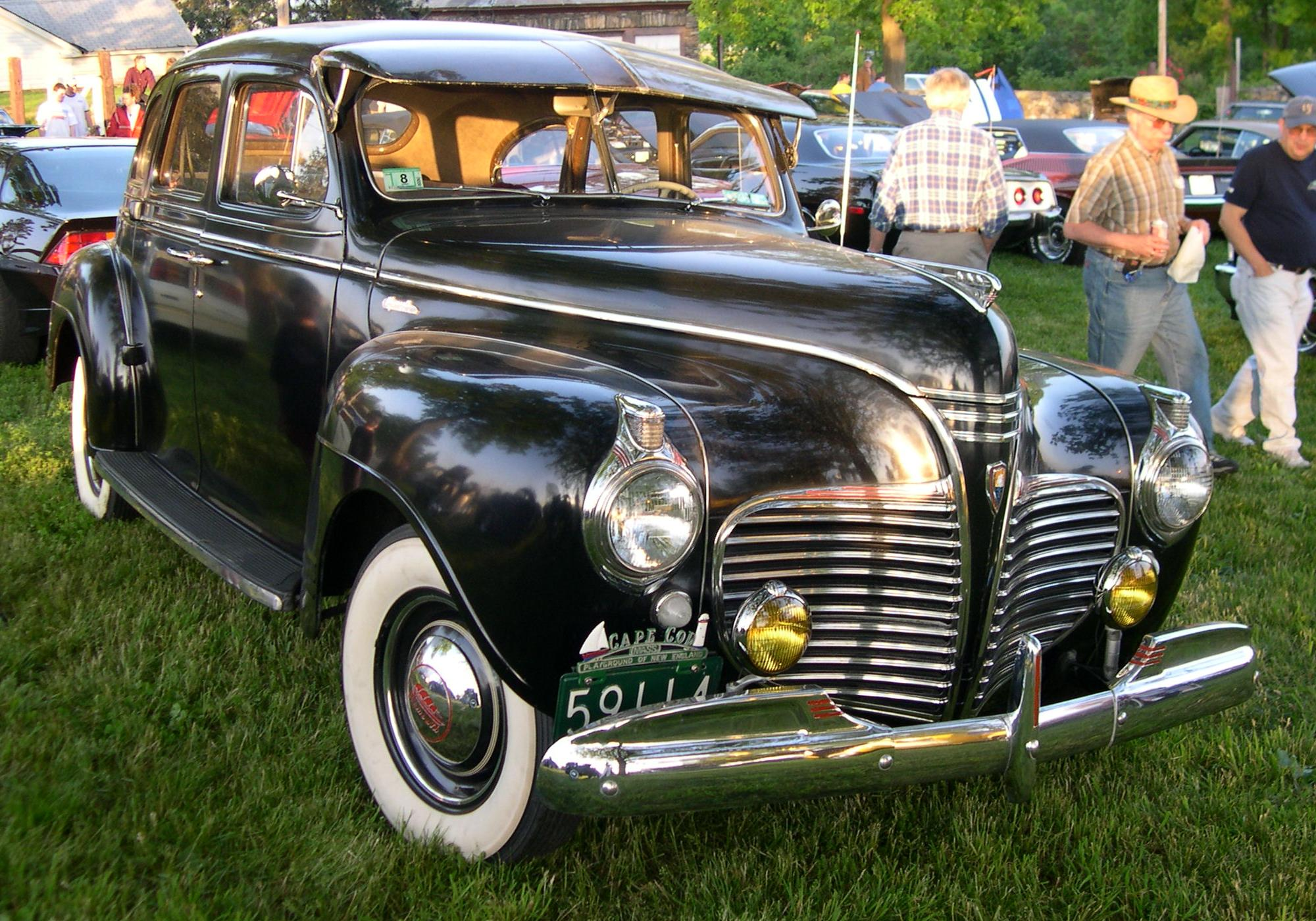
Una Plymouth del 1942

- Plymouth Arrow (1976-1980, ribattezzata Mitsubishi Lancer Celeste)
- Plymouth Arrow Truck (1979-1982, ribattezzata Mitsubishi Forte)
- Plymouth Barracuda (1964-1974)
- Plymouth Belvedere (1954-1970)
- Plymouth Breeze (1996-2000)
- Plymouth Caravelle (1985-1988)
- Plymouth Champ (1979-1982, ribattezzata Mitsubishi Mirage)
- Plymouth Colt (1983-1994, ribattezzata Mitsubishi Mirage)
- Plymouth Conquest (1984-1986, ribattezzata Mitsubishi Starion)
- Plymouth Cranbrook (1951-1953)
- Plymouth Cricket (1971-1975, ribattezzata Hillman Avenger)
- Plymouth Duster (1970-1976)
- Plymouth Fury (1956-1978)
- Plymouth Gran Fury (1975-1977, 1980-1989)
- Plymouth Grand Voyager (1987-2000)
- Plymouth GTX (1967-1974)
- Plymouth Horizon (1978-1990)
- Plymouth Laser (1990-1994, ribattezzata Mitsubishi Eclipse)
- Plymouth Neon (1995-2001)
- Plymouth Plaza (1954-1958)
- Plymouth Prowler (1997 e 1999-2001)
- Plymouth Reliant (1981-1989)
- Plymouth Road Runner (1968-1980)
- Plymouth Sapporo (1978-1983, ribattezzata Mitsubishi Galant Lambda)
- Plymouth Satellite (1965-1974)
- Plymouth Savoy (1954-1965)
- Plymouth Scamp (1971-1976, 1983)
- Plymouth Sundance (1987-1994)
- Plymouth Suburban
- Plymouth Superbird (1970)
- Plymouth TC3 (1979-1982)
- Plymouth Trailduster (1974-1981)
- Plymouth Turismo (1982-1987)
- Plymouth Valiant (1960-1976)
- Plymouth VIP (1966-1969)
- Plymouth Volaré (1976-1980)
- Plymouth Voyager (1974-2000)